# أنتين فاسينشوك
أنطون كليمنتيفيتش فاسينشوك( بالبولندية: Antoni Wasyńczuk, Antin Wasyńczuk, Antin Wasylczuk، بالأوكرانية Антін Климентійович Васиньчук، 16 يوليو / 21 نوفمبر 1885، تشيلم، مملكة بولندا، الإمبراطورية الروسية-13 مايو، 1935، تشيلم، جمهورية بولندا؛ هو شخصية عامة وسياسية أوكرانية، مؤسس جمعية رودنايا خاتا وصحيفة حياتنا.
في عام 1918، أصبح الممثل المفوض للجمهورية الشعبية الأوكرانية للعودة إلى الوطن. من عام 1922 إلى عام 1927؛ كان نائبًا في سيم( برلمان بولندي) لـ الجمهورية البولندية الثانية في الاجتماع الأول، حيث ترأس التمثيل النيابي الأوكراني في 1922-1924. قام بتنظيم الحركة التعاونية الأوكرانية في أقليم تشيلم. دعا إلى حكم ذاتي واسع النطاق للسكان الأوكرانيين داخل الدولة البولندية، وسعى جاهدًا من أجل التفاهم المتبادل مع سلطات جمهورية بولندا في فترة ما بين الحربين العالميتين. حارب ضد الأفكار الشيوعية والقومية المتطرفة؛ المنتشرة بين الأوكرانيين الذين يعيشون داخل الحدود المعاصرة لبولندا.

## السيرة الشخصية

### السنوات المبكرة
جاءت عائلة فاسينشوك الكاثوليكية اليونانية الأوكرانية من قرية إيلوفا في أرض تشيلم. في عام 1810، استقر نيكولاي فاسينشوك(1765-1845)، الجد الأكبر لأنطون، في تشيلم. منذ ذلك الحين، تعيش عائلة فاسينشوك في هذه المدينة. كان أنطون فاسينشوك هو البكر في عائلة المزارعين الصغار كليمان(كليمنس) وماريا(ني جامان). كان لديه أخوان بافل(1893-1944)، نيكولاي(مواليد 1897) وأخت ماريا(1905-1945).
في مواد مختلفة حول أنطون وشقيقه بافل، غالبًا ما يوجد لقبهم في صورة "فاسيلشوك"(خاصة في التدوين السيريلي)[4]. كما يشير كاتب سيرة فاسينشوك- د. ميروسلاف شوميلو[بي إل]- أنه في عام 1917، قام أنطون، بافل وابن عمهما جيرزي بتغيير لقبهما إلى ما سبق( في أوائل العشرينات من القرن الماضي، كان لدى أنطون مستندات شخصية تحمل لقب "فاسيلشوك"). عادوا إلى النسخة الأصلية في عام 1923، لكن الصحافة الأوكرانية استمرت في استخدام شكل "فاسيلشوك".
في معظم المنشورات المخصصة لشخصية فاسينشوك، تم إدراج يوم 16 يوليو على أنه تاريخ ميلاده. ومع ذلك، يشار إلى تاريخ 21 نوفمبر 1885؛ من خلال بيانات سجلات الحالة المدنية المخزنة في تشيلم، وكذلك الدخول في جواز سفر فاسينشوك نفسه، والذي يشير إليه ميروسلاف شوميلو. تم تعميد أنطون في الكاتدرائية الأرثوذكسية في تشيلم(وفي مايو 1919 نقلته السلطات البولندية إلى الكنيسة الرومانية الكاثوليكية، وإلى يومنا هذا هي بازيليكا الروم الكاثوليك لميلاد السيدة العذراء مريم). أمضى السنوات الأولى في منزل عائلي؛ يقع في شارع بيفوفارينايا.

### التعليم
في عام 1894، التحق أنطون فاسينشوك بمدرسة من فصل واحد تدار في معهد خولمسك اللاهوتي الأرثوذكسي. منذ عام 1895، درس في مدرسة لاهوتية، حيث كان الطلاب مستعدين للإلتحاق بالمعهد اللاهوتي. درس جيدًا، لكنه لم يكن متحمسًا للتخصصات الدينية. ومع ذلك، في عام 1900، التحق أنطون بمعهد خولمسك اللاهوتي الأرثوذكسي. تم التعليم في المعهد الديني؛ بما يتماشى مع سياسة الترويس، وترسيخ الأفكار المناهضة للكاثوليكية والبولندية لدى الطلاب. كان لهذا التلقين تأثير معاكس على فاسينشوك. بعد الأحداث الثورية لعام 1905، انضم إلى منظمة ثقافية وتعليمية غير قانونية- مجتمع تشيلم(جرومادا الأوكراني). عندما أصبح هذا معروفًا، اضطر فاسينشوك إلى مغادرة المدرسة. انتقل إلى سيمفيروبول في شبه جزيرة القرم، حيث واصل دراسته في المعهد الإكليريكي المحلي. هناك حصل على شهادة الاستحقاق.

## السنوات الأخيرة
قرب نهاية حياته، حاول أنطون فاسينشوك المشاركة في الحياة العامة: ففي سبتمبر 1932، ترأس لجنة طوارئ؛ والتي اجتمعت في تشيلم فيما يتعلق بكشف الانتهاكات في إدارة اقتصاد المدينة، والسعي لاستقالة أعضاء مجلس المدينة. في 15 نوفمبر 1932، تم حل مجلس المدينة[71].

## الحياة الخاصة والعائلة
تزوج من ستيفانيا جالينسكايا(مواليد 1898- توفيت 1975). وُلد سبعة أطفال من زواجهما:
نشأ الأطفال في جو من التعددية الثقافية- كان يتم التحدث بكلاً من الأوكرانية والبولندية في الأسرة. تحدث فاسينشوك نفسه أحياناً إلى الأطفال باللغة الألمانية. احتفلت العائلة بالأعياد الكاثوليكية والأرثوذكسية معاً.